# Список российских обладателей Кубка Стэнли

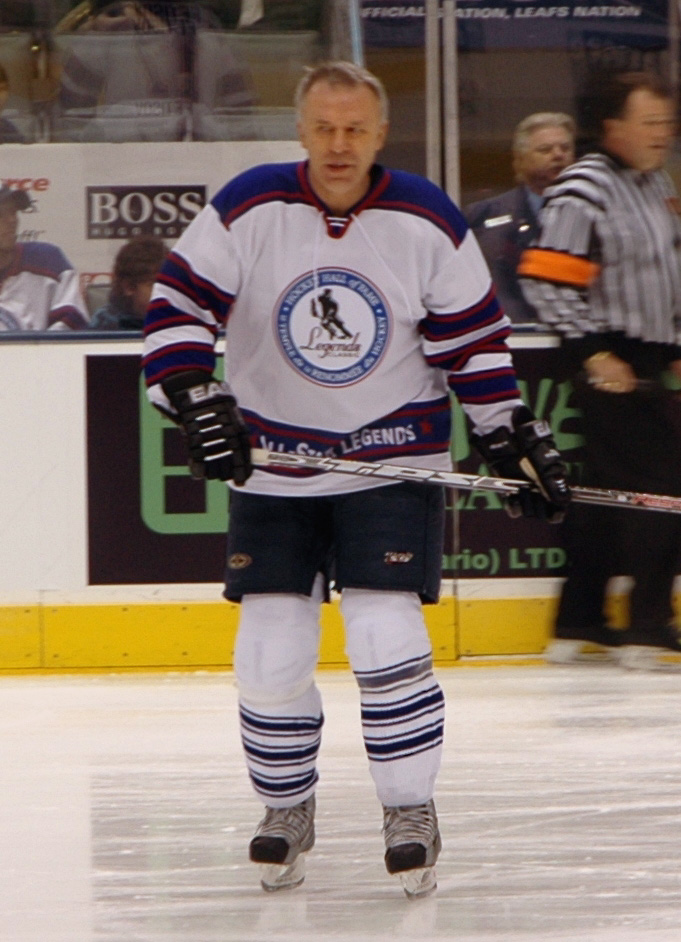
Вячеслав Фетисов, первый из россиян, кто выигрывал Кубок Стэнли как в качестве игрока, так и тренера

В данном списке представлены все российские хоккеисты, чьи имена выгравированы на Кубке Стэнли. В НХЛ имеются четкие правила появления имени на трофее, согласно которым необходимо провести за клуб не менее половины матчей регулярного чемпионата или хотя бы одну игру в финальной серии. Однако не редки случаи, когда по просьбе руководства команд-чемпионов лига разрешает наносить на трофей имена игроков, не удовлетворяющих данному требованию.

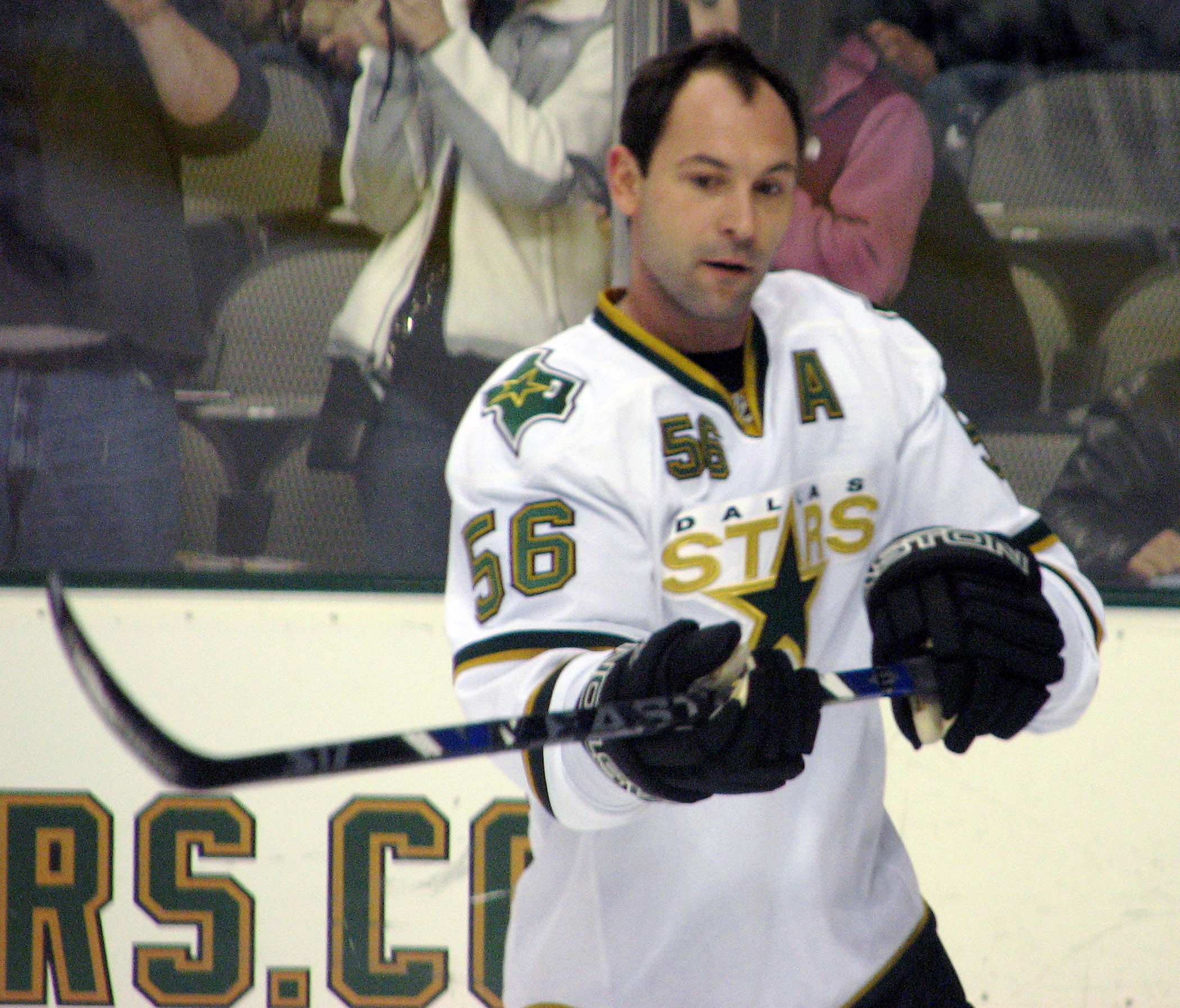
Сергей Зубов, один из первых обладателей Кубка Стэнли

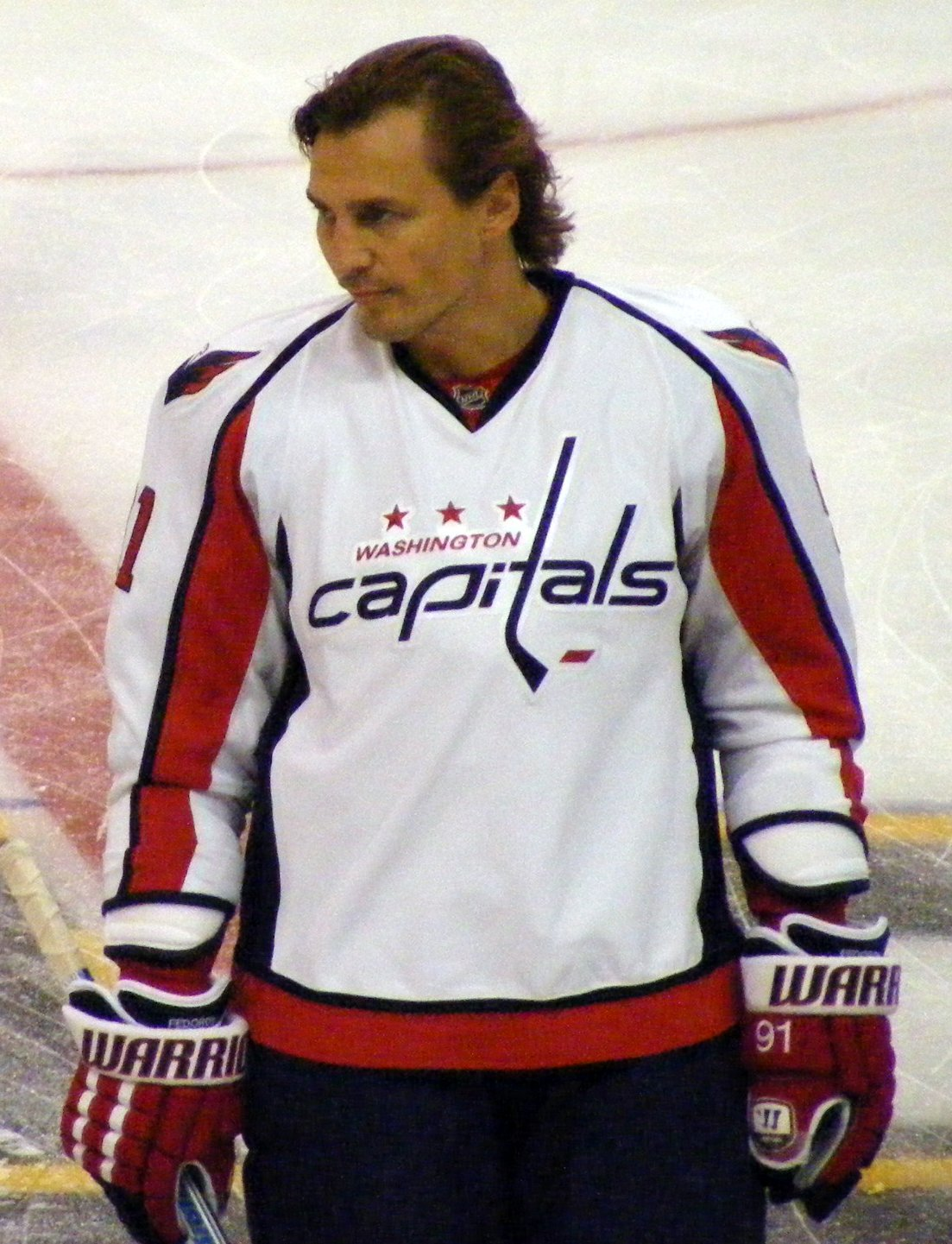
Сергей Фёдоров, один из трёхкратных обладателей Кубка Стэнли

На 2024 год всего на кубке были выгравированы имена тридцати девяти россиян, из которых тридцать шесть выигрывали Кубок Стэнли исключительно как игроки, один — исключительно как тренер (Владимир Буре) и двое — как в качестве игрока, так и в качестве тренера (Вячеслав Фетисов и Сергей Гончар).
Трижды обладателями становились Игорь Ларионов, Сергей Фёдоров, Сергей Брылин и Евгений Малкин, дважды — Сергей Зубов, Сергей Немчинов, Вячеслав Козлов, Олег Твердовский, Павел Дацюк, Вячеслав Войнов, Андрей Василевский, Никита Кучеров, Михаил Сергачёв, Иван Барбашёв, Владимир Тарасенко, Сергей Бобровский, Дмитрий Куликов и Вячеслав Фетисов. Фетисов был отмечен также и как тренер клуба-победителя. Дважды высшей наградой отмечался за работу в тренерском штабе и Владимир Буре.
| Год  | Клуб                | Имя | Город, в который был привезен Кубок Стэнли |
| ---- | ------------------- | --- | ------------------------------------------ |
| 1994 | Нью-Йорк Рейнджерс  | Сергей Зубов Александр Карповцев Алексей Ковалёв Сергей Немчинов                                                                        |                                            |
| 1995 | Нью-Джерси Девилз   | Сергей Брылин Валерий Зелепукин |                                            |
| 1996 | Колорадо Эвеланш    | Алексей Гусаров Валерий Каменский |                                            |
| 1997 | Детройт Ред Уингз   | Вячеслав Фетисов Владимир Константинов Сергей Фёдоров Игорь Ларионов Вячеслав Козлов                                                    | Москва, Воскресенск                        |
| 1998 | Детройт Ред Уингз   | Вячеслав Фетисов (2) Дмитрий Миронов Сергей Фёдоров (2) Игорь Ларионов (2) Вячеслав Козлов (2) Владимир Константинов                    |                                            |
| 1999 | Даллас Старз        | Сергей Зубов (2) |                                            |
| 2000 | Нью-Джерси Девилз   | Владимир Малахов Сергей Брылин (2) Сергей Немчинов (2) Александр Могильный Вячеслав Фетисов (3) (как тренер) Владимир Буре (как тренер) |                                            |
| 2002 | Детройт Ред Уингз   | Сергей Фёдоров (3) Игорь Ларионов (3) Павел Дацюк                                                                                       | Екатеринбург                               |
| 2003 | Нью-Джерси Девилз   | Олег Твердовский Сергей Брылин (3) Владимир Буре (2) (как тренер)                                                                       |                                            |
| 2004 | Тампа-Бэй Лайтнинг  | Дмитрий Афанасенков Николай Хабибулин                                                                                                   | Архангельск Минск (Белоруссия)             |
| 2005 | Локаут              | Локаут | Локаут                                     |
| 2006 | Каролина Харрикейнз | Олег Твердовский (2) Антон Бабчук | Омск / Москва Киев (Украина)               |
| 2007 | Анахайм Дакс        | Илья Брызгалов | Тольятти                                   |
| 2008 | Детройт Ред Уингз   | Павел Дацюк (2) | Екатеринбург                               |
| 2009 | Питтсбург Пингвинз  | Сергей Гончар Евгений Малкин | Магнитогорск                               |
| 2012 | Лос-Анджелес Кингз  | Андрей Локтионов Вячеслав Войнов | Воскресенск Челябинск                      |
| 2014 | Лос-Анджелес Кингз  | Вячеслав Войнов (2) | Челябинск                                  |
| 2016 | Питтсбург Пингвинз  | Евгений Малкин (2) | Москва                                     |
| 2017 | Питтсбург Пингвинз  | Евгений Малкин (3) Сергей Гончар (2) (как тренер)                                                                                       | Москва                                     |
| 2018 | Вашингтон Кэпиталз  | Александр Овечкин Евгений Кузнецов Дмитрий Орлов                                                                                        | Москва Челябинск Новокузнецк               |
| 2019 | Сент-Луис Блюз      | Иван Барбашёв Владимир Тарасенко | Москва Новосибирск                         |
| 2020 | Тампа-Бэй Лайтнинг  | Андрей Василевский Александр Волков Никита Кучеров Михаил Сергачёв                                                                      | Не был привезён из-за пандемии COVID-19    |
| 2021 | Тампа-Бэй Лайтнинг  | Андрей Василевский (2) Никита Кучеров (2) Михаил Сергачёв (2)                                                                           | Уфа Москва Нижнекамск                      |
| 2022 | Колорадо Эвеланш    | Валерий Ничушкин | Не был привезён по политическим причинам   |
| 2023 | Вегас Голден Найтс  | Иван Барбашёв (2) | Не был привезён по политическим причинам   |
| 2024 | Флорида Пантерз     | Владимир Тарасенко (2) Сергей Бобровский Дмитрий Куликов                                                                                | Не был привезён по политическим причинам   |
| 2025 | Флорида Пантерз     | Сергей Бобровский (2) Дмитрий Куликов (2)                                                                                               | Не был привезён по политическим причинам   |